# Бенго (покрајина)
Бенго (порт. Bengo), једна је од 18 покрајина у Републици Ангола. Покрајина се налази у северозападном делу земље и својом територијом окружује провинцију Луанда.
Покрајина Бенго покрива укупну површину од 31.371 km² и има 351.579 становника (подаци из 2014. године). Највећи град и административни центар покрајине је град Кашито, удаљен само 50 km од Луанде.

## Галерија
- Чамац на обали провинције Бенго